# Stone (G.I. Joe)
Tte. Stone es el nombre de tres personajes ficticios diferentes de la franquicia G.I. Joe. Cada uno de ellos aparece en una continuidad diferente: dos tenientes (que aparecen tanto en la serie animada como en los cómics de G.I. Joe Extreme y G.I. Joe: Sigma 6), y un sargento (interpretado por Brendan Fraser en la película G.I. Joe: The Rise of Cobra). Además de estos, cada uno de ellos tiene una figura de acción en la línea de juguetes de Hasbro.

## G.I. Joe Extreme
Un comandante de campo de la Marina, tanto el Sgt. Savage y él trabajaron juntos anteriormente en la lucha contra el terrorismo. Después de frustrar un intento de secuestro por parte de los soldados de SKAR, el Sr. Clancy se acercó a ambos para formar un nuevo Equipo G.I. Joe. Stone seleccionó personalmente al resto del equipo y supervisa personalmente todas sus misiones. 
El primero en sospechar de la traición del Conde von Rani, Stone pasó por encima de la cabeza de Clancy para espiar al Conde (To Catch a Klaw). Al final de la primera temporada, después de un encuentro con Rampage, Stone sería infectado con un arma viral que lo convirtió en una bomba de relojería viviente. Sin querer dañar al equipo, Stone fue tras Rampage solo, con la intención de al menos eliminar al villano junto con él. En cambio, se curó, pero pronto se encontró huyendo cuando SKAR tomó brevemente el control de América. Junto con su equipo, este intento fue frustrado y Iron Klaw aparentemente murió.
Stone, sin embargo, no creía que Iron Klaw estuviera realmente muerto, y finalmente concluyó que había reemplazado a Clancy. Al enfrentarse a él, Stone fue golpeado por Iron Klaw y permaneció en coma durante algún tiempo. Al recuperarse, Stone inmediatamente comenzó a buscar a Clancy, encontrándolo cautivo por el sindicato del crimen Tong en Hong Kong a instancias de SKAR. Después de rescatar a su viejo amigo, Stone se dispuso a derrotar a Iron Klaw de una vez por todas.  
Se lanzaron dos versiones del teniente Stone en tarjetas como parte de la línea de juguetes G.I. Joe Extreme en 1995. Se lanzó una tercera figura con daño de batalla en un paquete de 2 con Iron Klaw.

### Dark Horse Comics
El teniente Stone aparece desde el primer número en la continuidad del cómic como el comandante de campo del nuevo equipo G.I. Joe. Nunca se dice en qué momento se formó el equipo, pero se da la fecha de 2009 en su primera misión.

## G.I. Joe: Sigma 6
El teniente Stone es un agente Joe británico, un piloto experimentado y un viejo amigo del General Hawk y Duke. Duke y él estaban en entrenamiento de operaciones juntos. Aparece por primera vez en la temporada 2 de la serie. Él y Firefly se unen al equipo Sigma 6 y entregan oficialmente el Sea Titan a Duke, que será su nueva base. Stone había estado supervisando el proyecto Sea Titan en nombre del general Hawk. El barco funciona como una base autosuficiente, tiene armamento avanzado y es capaz de transporte submarino. También viene con el Dragonhawk, una nave blindada pesada que Stone vuela.
No se revela mucho de sus antecedentes, ya que es un especialista en operaciones encubiertas. De hecho, Firefly lo describe como el mejor espía que jamás haya conocido. Su brazo izquierdo, herido durante una batalla con Cobra, ha sido reemplazado por un brazo biónico hecho de metal dimantio ultraduro. Su parche en el ojo en realidad oculta un ocular especial que puede escanear y duplicar la ropa de cualquier persona. Es un piloto excepcional y, a menudo, tiende a mostrar su experiencia. Durante un tiempo, después de que tanto él como Firefly se unieran al equipo, Cobra sigue logrando piratear los sistemas Sigma 6 o descubre sus planes con mucha antelación. Esto lleva a la mayoría del equipo a asumir que Stone es un traidor y caer en una trampa tendida por Firefly que había cambiado de bando. Aunque Duke y Stone sospechan de él durante algún tiempo, no pueden sacarlo antes de que capturen a casi todo el equipo. Firefly declara abiertamente su lealtad a Cobra. Él y Stone se enfrentan. Stone incluso le ofrece la oportunidad de regresar a Sigma 6 después de derrotarlo. Firefly se niega y escapa. Como Stone había sido mentor de Firefly, la traición lo afecta profundamente y hay un cambio marcado en su carácter después de este episodio. Se vuelve más reservado y parece mucho menos seguro de sí mismo.
El teniente Stone y Firefly son entidades separadas de sus contrapartes 'A Real American Hero' y 'Extreme'.
Como se muestra en su única tarjeta de archivo dentro de la línea de juguetes, es un miembro de élite de una conocida agencia de inteligencia británica (probablemente el MI6). Prefiere que lo llamen espía en lugar de agente de operaciones encubiertas, porque "espía" describe con precisión la naturaleza audaz, tortuosa y peligrosa de su trabajo. Es muy hábil para descifrar códigos, leer idiomas antiguos y resolver misterios. Su fascinación por los secretos lo ha llevado a coleccionar muchos artilugios con armas y dispositivos ocultos. Es un experto en disfrazarse y se infiltra repetidamente en Cobra vestido como uno de sus miembros. Como pura especulación, Stone podría estar vagamente basado en el fundador del MI6, Mansfield Cumming. Ambos comparten un interés en dispositivos extraños. Cummings tenía licencia de piloto, una pierna de madera y era conocido por sus planes excéntricos y disfraces elaborados.
El teniente Stone se lanzó en 2006 en el surtido de figuras de acción Commando como parte de la línea Sigma 6. El teniente Stone presentó accesorios para disfrazarse de Cobra Trooper o Zartan, junto con otros accesorios. Hasbro también lanzó el Dragonhawk que viene con una jaula que incluye la moto flotante de Snake Eyes y una figura extraíble del teniente Stone. 

### Devil's Due Comics
El teniente Stone aparece en la portada de America's Elite #25 como parte de una foto grupal masiva de cualquiera que haya sido miembro del equipo Joe. Durante el evento de la Tercera Guerra Mundial, el teniente Stone tiene un cameo en America's Elite # 31, luchando contra Iron Grenadiers en Suffolk, Inglaterra, junto con Joes Big Ben (también miembro británico de G.I. Joe), Short-Fuze y Hit & Run.

## Película de acción real
Brendan Fraser interpreta a Stone en la película de 2009 G.I. Joe: The Rise of Cobra. Al principio, se informó que iba a interpretar a Gung-Ho en la película, pero luego el director Stephen Sommers reveló que sería diferente. En la película, él arbitra un combate de entrenamiento entre Duke y Snake-Eyes, sorprendido por la falta de voluntad del primero para mantenerse al margen de los ataques de Snake Eyes.
Fue lanzado como figura de acción en 2009, como parte de la línea de juguetes G.I. Joe: The Rise of Cobra. Se lanzó una versión alternativa como parte del juego G.I. Joe Senior Ranking Officers en 2009. Su ficha de figura de acción indica que es un instructor de operaciones especiales que entrena al equipo G.I. Joe en tácticas de combate, puntería y técnicas de supervivencia, y otras habilidades de comando. 